# رباط پشتی سر استخوان نازک‌نی
رباط پشتی سر استخوان نازک‌نی (به انگلیسی: Posterior ligament of the head of the fibula) یکی از رباط‌های ناحیه زانو است. این رباط یک نوار ضخیم و پهن است، که از پشت سر استخوان نازک‌نی به سمت عقب رفته و به طرف جانبی کوندیل خارجی تیبیا متصل می‌شود.
این رباط توسط زردپی ماهیچه گودی زانویی پوشیده می‌شود.